# Andy Cruz Gómez
Andy Cruz Gómez est un boxeur cubain né le 12 août 1995 à Matanzas. Triple champion du monde amateur des poids super-légers en 2017, 2019 et 2021, il devient champion olympique en remportant le tournoi des poids légers des Jeux de Tokyo en 2021.

## Carrière
Sa carrière amateur est principalement marquée par une médaille d'or aux jeux panaméricains de Toronto en 2015 dans la catégorie poids coqs et un titre mondial à Hambourg en 2017 en super-légers. Il confirme sa suprématie dans la catégorie des moins de 63,5 kg en amateur en conservant son titre mondial en 2019 et 2021.
Andy Cruz remporte la médaille d'or du tournoi olympique des poids légers des Jeux olympiques de Tokyo de 2021 après avoir dominé l'Américain Keyshawn Davis en finale,.
En juin 2022, le boxeur cubain ne se présente pas au championnat national à Cuba. Dans un contexte de crise économique, Andy Cruz est retrouvé par les autorités cubaines deux semaines plus tard, surpris en train de tenter de quitter le pays illégalement,. La Fédération cubaine de boxe évoque alors un « acte grave d'indiscipline » qui peut valoir au boxeur une suspension à vie.

## Palmarès

### Jeux olympiques
- Médaille d'or en -63 kg en 2021 à Tokyo, Japon

### Championnats du monde de boxe amateur
- Médaille d'or en -63,5 kg en 2017 à Hambourg, Allemagne
- Médaille d'or en -63 kg en 2019 à Iekaterinbourg, Russie
- Médaille d'or en -63,5 kg en 2021 à Belgrade, Serbie

### Jeux panaméricains
- Médaille d'or en -56 kg en 2015 à Toronto, Canada.
- Médaille d'or en -63 kg en 2019 à Lima, Pérou.